# Mecz lekkoatletyczny Polska – Wielka Brytania 1970
Mecz lekkoatletyczny Polska – Wielka Brytania 1970 – zawody lekkoatletyczne, które odbyły się 12 i 13 września na stadionie Skry w Warszawie. Była to dziewiąta w historii potyczka między Polską i Wielką Brytanią. Mecz zakończył się zwycięstwem Polaków (podobnie jak 8 poprzednich) stosunkiem punktowym 126 do 85. W czasie zawodów ustanowiono dwa rekordy Polski: Marek Jóźwik - 13,8 sek. na 110 m ppł oraz Tadeusz Kulczycki - 50,3 sek. na 400 m ppł.

## Rezultaty
| Konkurencja:                  | 1. miejsce                                                                       | Rezultat | 2. miejsce                                                                               | Rezultat | 3. miejsce         | Rezultat | 4. miejsce       | Rezultat |
| Bieg na 100 m                 | Martin Reynolds                                                                  | 10,3     | Marian Dudziak                                                                           | 10,3     | Brian Green        | 10,4     | Tadeusz Cuch     | 10,4     |
| Bieg na 200 m                 | Martin Reynolds                                                                  | 20,9     | Marian Dudziak                                                                           | 21,2     | Andrzej Badeński   | 21,3     | Dave Dear        | 21,3     |
| Bieg na 400 m                 | Andrzej Badeński                                                                 | 46,0     | Jan Balachowski                                                                          | 46,7     | Martin Bilham      | 47,3     | Leonard Walters  | 47,7     |
| Bieg na 800 m                 | Andrzej Kupczyk                                                                  | 1:47,5   | Stanisław Waśkiewicz                                                                     | 1:48,0   | Andy Carter        | 1:48,3   | Peter Browne     | 1:48,7   |
| Bieg na 1500 m                | Henryk Szordykowski                                                              | 3:38,8   | Peter Stewart                                                                            | 3:39,0   | Jerzy Maluśki      | 3:41,0   | Walter Wilkinson | 3:41,0   |
| Bieg na 5000 m                | Chris Stewart                                                                    | 13:55,4  | Allan Rushmer                                                                            | 13:55,4  | Henryk Piotrowski  | 14:08,4  | Edward Mleczko   | 14:09,6  |
| Bieg na 10 000 m              | David Bedford                                                                    | 28:06,2  | Roger Matthews                                                                           | 28:35,4  | Kazimierz Podolak  | 29:01,4  | Edward Stawiarz  | 29:59,0  |
| Bieg na 110 m ppł             | David Hemery                                                                     | 13,6     | Marek Jóźwik                                                                             | 13,8     | Mirosław Majchrzak | 14,1     | David Shave      | 15,5     |
| Bieg na 400 m ppł             | Tadeusz Kulczycki                                                                | 50,3     | Witold Banaszak                                                                          | 51,0     | David Scharer      | 51,8     | Robert Roberts   | 52,2     |
| Bieg na 3000 m z przeszkodami | Kazimierz Maranda                                                                | 8:30,4   | Andrew Holden                                                                            | 8:35,0   | Tadeusz Zieliński  | 8:45,4   | Hayward Bernard  | 9:02,4   |
| Sztafeta 4 × 100 m            | Polska · Stanisław Wagner · Tadeusz Cuch · Edward Romanowski · Zenon Nowosz      | 39,3     | Wielka Brytania · Brian Green · Martin Reynolds · Dave Dear · Barrie Kelly               | 39,7     |                    |          |                  |          |
| Sztafeta 4 × 400 m            | Polska · Waldemar Korycki · Krzysztof Miros · Jan Balachowski · Andrzej Badeński | 3:06,4   | Wielka Brytania · Martin Bilham · Leonard Walters · Martin Winbolt-Lewis · David Jenkins | 3:07,7   |                    |          |                  |          |
| Skok wzwyż                    | Wojciech Gołębiowski                                                             | 2,12     | Lech Klinger                                                                             | 2,09     | Michael Campbell   | 2,06     | Philip Taylor    | 1,95     |
| Skok o tyczce                 | Wojciech Buciarski                                                               | 5,00     | Tadeusz Olszewski                                                                        | 4,85     | Martin Higdon      | 4,50     | Stuart Tufton    | 4,30     |
| Skok w dal                    | Zdzisław Kokot                                                                   | 7,55     | Marek Ziembicki                                                                          | 7,45     | Alan Lerwill       | 7,31     | Geoff Hignett    | 7,30     |
| Trójskok                      | Michał Joachimowski                                                              | 16,03    | Ryszard Garnys                                                                           | 15,87    | Anthony Wadhams    | 15,43    | Derek Boosey     | 15,23    |
| Pchnięcie kulą                | Edmund Antczak                                                                   | 18,48    | Tadeusz Sadza                                                                            | 18,13    | Geoffrey Capes     | 17,72    | Jeffrey Teale    | 17,71    |
| Rzut dyskiem                  | Leszek Gajdziński                                                                | 61,02    | Arthur Mc Kenzie                                                                         | 53,44    | John Watts         | 49,52    | Zbigniew Gryżboń | –        |
| Rzut młotem                   | Howard Payne                                                                     | 68,76    | Stanisław Lubiejewski                                                                    | 68,12    | Szymon Jagliński   | 64,28    | Bruce Fraser     | 58,24    |
| Rzut oszczepem                | Władysław Nikiciuk                                                               | 80,92    | Wiesław Sierański                                                                        | 79,02    | David Travis       | 72,14    | John McSorley    | 71,64    |